# Luis Roldán
Pour les articles homonymes, voir Roldán.
Luis Roldán Ibáñez (/ˈlwis rolˈdan iˈβaɲɛθ/) est un homme politique espagnol né le 22 août 1943 à Saragosse et mort le 24 mars 2022 dans la même ville.
Il est délégué du gouvernement en Navarre entre 1982 et 1986, puis directeur général de la Garde civile jusqu'en 1993. À ce poste, il s'enrichit illégalement en détournant des fonds publics. Il fuit l'Espagne en 1994 mais est arrêté un an plus tard en Thaïlande. La justice le condamne à environ 30 ans d'emprisonnement. Il est libéré en 2010.

## Biographie
Luis Roldán Ibáñez naît le 22 août 1943 à Saragosse.
Se disant économiste et ingénieur, il adhère en 1976 au Parti socialiste ouvrier espagnol. Après avoir été adjoint au maire de Saragosse, il est nommé délégué du gouvernement en Navarre en 1982. Quatre ans plus tard, il devient directeur général de Garde civile. Il est le premier civil à occuper la direction de cette force à statut militaire.

### Affaire de corruption
Le journal Diario 16 révèle en 1993 qu'au travers d'une société non déclarée, Luis Roldán est à la tête d'un important patrimoine immobilier à travers l'Europe qu'il a acquis depuis son accession à la direction de la Garde civile, et qu'il n'est pas plus économiste qu'ingénieur. Pressenti comme ministre de l'Intérieur par Felipe González après la démission de José Luis Corcuera la même année, il assure son enrichissement personnel par le détournement des fonds secrets affectés à la lutte contre le terrorisme, à des commissions illégales versées par les titulaires des marchés de fourniture d'uniformes ou de réhabilitation des casernes, et par l'extorsion d'entreprises à qui il fait croire qu'elles sont menacées par ETA,. Un mois plus tard, le journal El Mundo publie une enquête selon laquelle Roldán et d'autres hauts fonctionnaires du ministère de l'Intérieur percevaient un deuxième traitement, puisés dans les huit cent millions de pesetas des fonds secrets.
Il est relevé de ses fonctions par le gouvernement de González le 3 décembre suivant, après que l'exécutif l'a défendu pendant plusieurs mois. Le 29 avril 1994, il s'enfuit d'Espagne et se réfugie dans un premier temps à Paris. Cette fuite provoque la démission du ministre de l'Intérieur Antoni Asunción, qui avait présumé la bonne foi de Roldán quand ce dernier s'était engagé à se rendre ce même jour devant le juge. Arrêté à Bangkok en 1995, il est condamné à 28 ans de prison pour détournement de fonds publics, corruption, fraude fiscale et escroquerie, une peine alourdie à 31 ans d'emprisonnement par le Tribunal suprême. L'affaire Roldán participe à la défaite du PSOE aux élections générales de 1996 après quatorze années au pouvoir, en ce qu'elle symbolise la corruption et les excès des gouvernements socialistes,.
Au cours de sa détention, il passe avec succès une licence en sciences politiques et sociologie auprès de l'université nationale d'enseignement à distance (UNED).

### Fin de vie
Luis Roldán sort de prison en mars 2010, après quinze ans de privation de liberté et sans révéler où se trouvent les dix millions d'euros qu'il a détournés pendant ses sept années à la tête de la Garde civile. Il meurt le 24 mars 2022 à Saragosse, à l'âge de 78 ans, des conséquences d'un cancer dont il avait souffert précédemment.